# Afrana amieti
Afrana amieti és una espècie de granota que viu a la República Democràtica del Congo.